# Schwedenkai

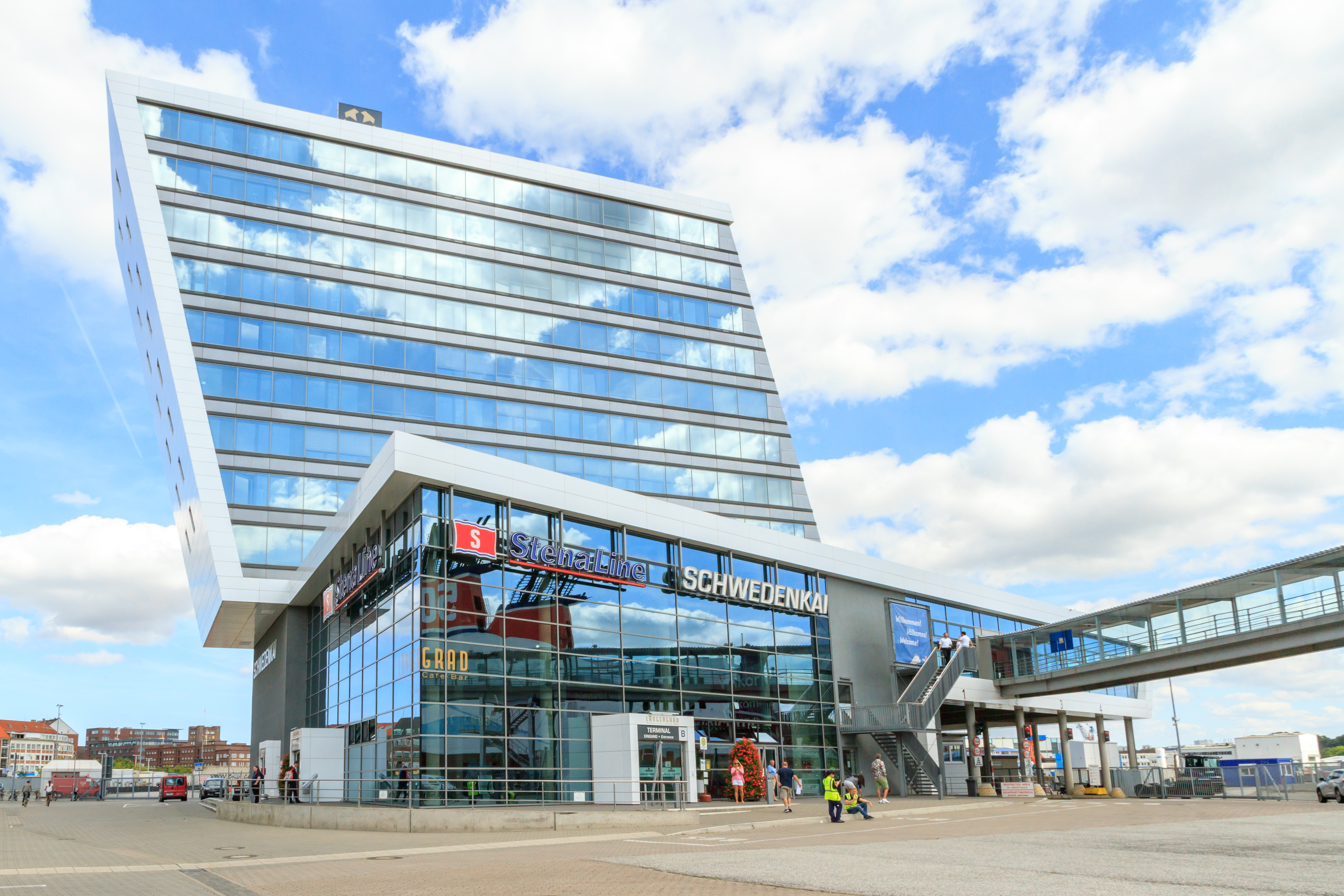
Schwedenkai

Der Schwedenkai ist ein Hafenkai am westlichen Ufer der Kieler Förde direkt in der Kieler Innenstadt. 

## Aufbau und Nutzung

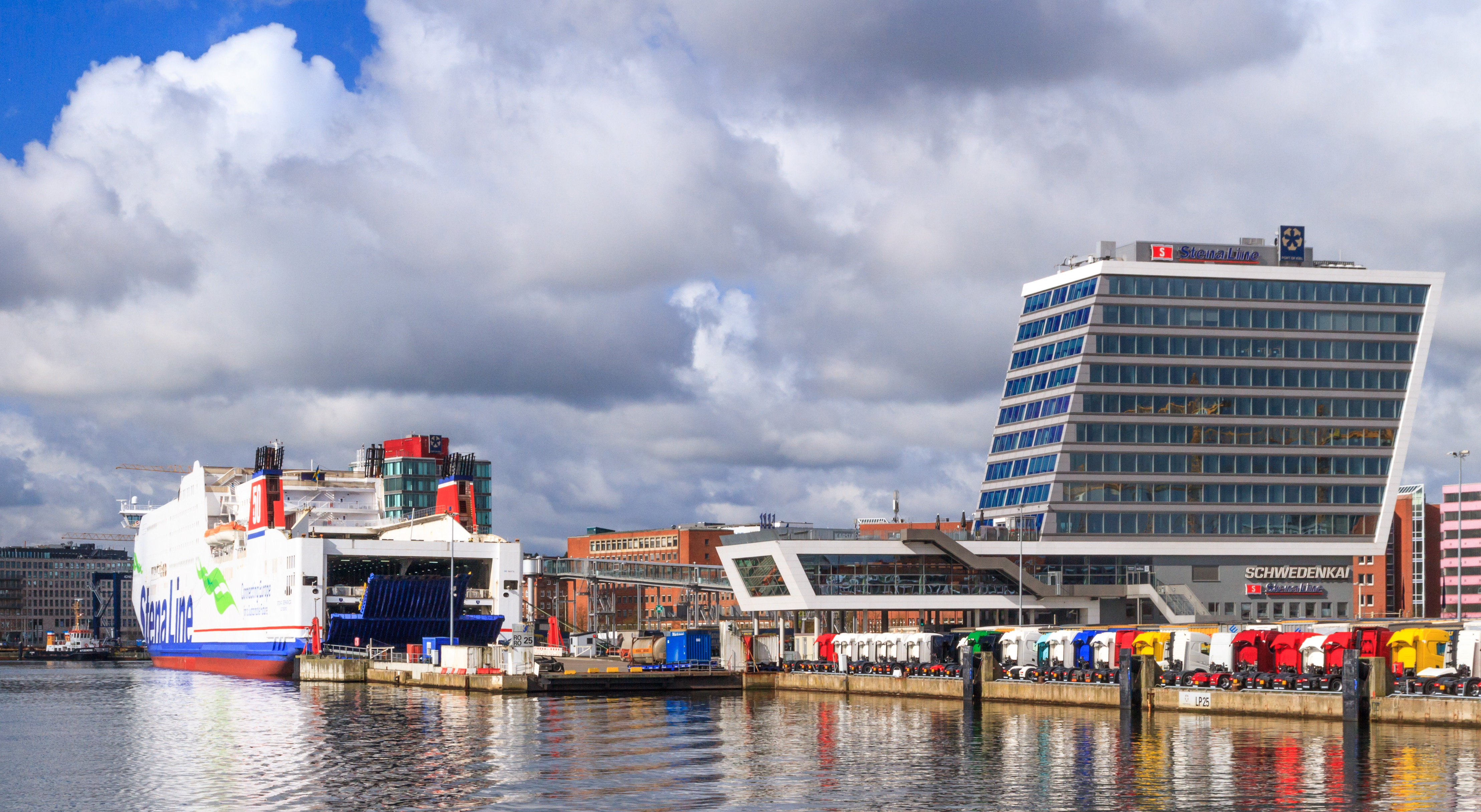
Die Architektur des Schwedenkais soll an ein Schiff erinnern

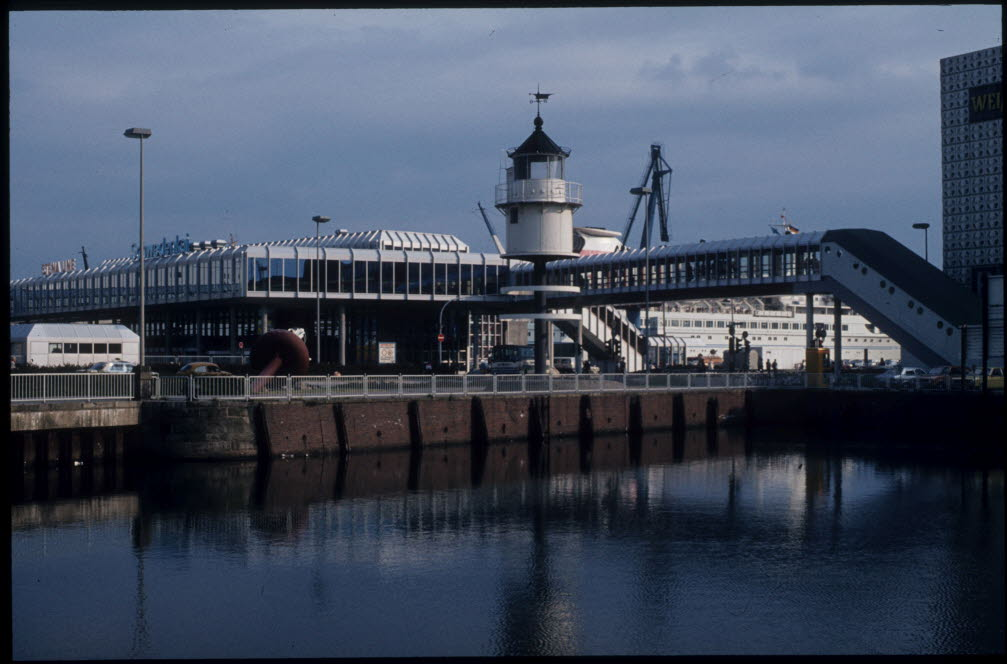
Früheres Terminalgebäude

Das Terminal-Gebäude verbindet die Servicefunktionen für Passagiere und Fracht in den unteren Ebenen mit administrativen Aufgaben in den darüber liegenden Büroetagen. Vom Schwedenkai aus verkehren unter anderem die Passagierfähren der schwedischen Reederei Stena Line auf der Route Kiel – Göteborg. Zusätzlich zu den Anforderungen des regulären Fährbetriebs der Stena Line dient das Terminal auch der Abfertigung von Kreuzfahrtschiffen. Hierzu wurde der Schiffsliegeplatz am Bollhörnkai-Nord über eine neue Passagiergangway an das Terminalgebäude angeschlossen. Kern des Gebäudes sind leistungsfähige Abfertigungseinrichtungen für den Passagier- und Güterverkehr in den unteren Etagen. Darüber erhebt sich ein – in der Anmutung eines Schiffsbuges – modern gestalteter Bürokomplex mit Aussicht über den Kieler Hafen und die Innenförde.
Am Schwedenkai wurden im Jahr 2018 rund 29.000 Einheiten im Kombinierten Verkehr (KV) umgeschlagen. Durch Anlage eines dritten Gleises für den Seehafenhinterlandverkehr 2020 werden die Kapazitäten wesentlich erhöht.
Mit dem Norwegenkai und dem Ostseekai stellt der Schwedenkai die Drehscheibe im Handel/Fährverkehr mit Skandinavien dar.

### Fähranlage
Wegen immer größerer Anforderungen an die Kapazitäten musste der Schwedenkai baulich erweitert werden (siehe unten). Zusätzlich zu den Anforderungen der Reederei Stena Line als Fähranleger und RoRo-Terminal dient der neue Schwedenkai der Abfertigung von Kreuzfahrtschiffen, die in immer größerer Zahl und mit immer mehr Touristen in Kiel anlegen. Dafür wurde der Liegeplatz am Schwedenkai über eine neue Passagiergangway an das Terminalgebäude angeschlossen. Die Kailänge des Schwedenkais beträgt 720 Meter.

### Landstrom
Seit Januar 2021 beziehen die Fähren am Schwedenkai Landstrom von der am Ostseekai errichteten Landstromanlage.

### Bürokomplex
Darüber erhebt sich der Office Tower, ein Bürogebäude, das neben der Reederei-Administration Stena Line auch Firmen beherbergt, die nicht unmittelbar zum Hafen gehören. Das Terminalgebäude bietet auf neun Etagen Büroflächen. Neben seiner Funktion als Bürogebäude ist das Terminal auch ein Veranstaltungsort und beherbergt auch Gastronomie. In jedem Stockwerk des Gebäudes des Schwedenkais stehen ca. 650 m² Bürofläche zur Verfügung.

### Betreiber
Die Seehafen Kiel GmbH & Co. KG betreibt den Kieler Handelshafen im öffentlichen Auftrag der Landeshauptstadt Kiel, deren hundertprozentige Tochter sie ist. Über die verschiedenen Terminalanlagen werden jährlich gut 5 Millionen Tonnen Ladung umgeschlagen; 2 Mio. Passagiere gehen an oder von Bord. Das Terminalgebäude ist Sitz der Seehafen-Kiel-Administration sowie der Stena Line in Deutschland.

## Geschichte
Vor 1982 war der Schwedenkai Teil des Bollhörnkais. Im Jahr 1982 wurde für den Fährverkehr nach Göteborg ein neuer Fähranleger, der – seitdem so bezeichnete – Schwedenkai gebaut. Der im Oktober 2010 fertiggestellte neue Schwedenkai wurde unter anderem deswegen gebaut, weil die Stena Line die bisher auf der Route Kiel - Göteborg eingesetzten Schiffe Stena Germanica und Stena Scandinavica 2010 und 2011 durch die größeren Schiffe Stena Germanica III und Stena Scandinavica IV ersetzte. Die Bauzeit betrug knapp 2 ½ Jahre. Eine Sanierung des alten Gebäudes wäre nach Angaben des Investors insgesamt teurer gekommen. Mit finanzieller Unterstützung durch das Land Schleswig-Holstein wurden insgesamt 16 Mio. Euro am Schwedenkai investiert.
Der Schwedenkai geht auf die Entwürfe der Architekten KSP Jürgen Engel Architekten zurück und wurde von der Arbeitsgemeinschaft Schwedenkai (den Unternehmen Heinrich Karstens und Friedrich Helbig) gebaut.
Mit dem Neubau des Terminals wurde auch der Anleger südlich Richtung Hörn verlegt. Er misst 196 Meter (Liegeplatz Nr. 24), der maximale Tiefgang beträgt 9,00 Meter.

## Neubau
Die Eröffnung des Fähr- und Kreuzfahrtterminals am Schwedenkai markiert den Beginn einer neuen Ära im Kieler Stadthafen. Neben der Terminaleröffnung ersetzte die Stena Line 2010 und 2011 die bisher auf der Route Kiel – Göteborg eingesetzten Schiffe durch weitaus größere Schiffe, die Stena Germanica III und die Stena Scandinavica IV, die zu den längsten Fährschiffen der Welt zählen. Der bisherige Umschlag von jährlich 40.000 Ladungseinheiten kann dadurch auf mehr als das Doppelte steigen. Am Schwedenkai wurden gut 30 Mio. Euro investiert, davon etwa 18 Mio. Euro in das Terminalgebäude und 12 Mio. Euro in die Optimierung von Terminal-Logistik und -Infrastruktur.

## Lage
Der neue Schwedenkai liegt in den Kieler Stadtteilen Altstadt und Vorstadt und befindet sich in direkter Innenstadtlage, gegenüber dem Neuen Rathaus.

## Daten zum Gebäude
| Stockwerke           | 12 Stockwerke  |
| Gesamthöhe Gebäude   | ca. 46 m       |
| Bruttogeschossfläche | ca. 12.000 m²  |
| Nettogeschossfläche  | rund 10.000 m² |